# Sympherobius amazonicus
Sympherobius amazonicus är en insektsart som beskrevs av Penny och Monserrat 1985. Sympherobius amazonicus ingår i släktet Sympherobius och familjen florsländor. Inga underarter finns listade i Catalogue of Life.